# Voetbal op de Olympische Zomerspelen 2024 – vrouwen
Het voetbaltoernooi voor vrouwen op de Olympische zomerspelen van 2024 werd gehouden van 25 juli tot 10 augustus 2024. Er deden 12 landen mee die zich via continentale toernooien hadden gekwalificeerd, behalve Frankrijk dat als gastland automatisch was geplaatst. De landen werden in de groepsfase verdeeld in drie groepen van vier. De beste twee uit iedere groep en de twee beste nummers drie kwalificeerden zich voor de kwartfinale.

## Loting
De loting voor de groepsfase werd op 20 maart 2024 gehouden in Saint-Denis.
| Pot 1                                   | Pot 2                        | Pot 3                             | Pot 4                              |
| --------------------------------------- | ---------------------------- | --------------------------------- | ---------------------------------- |
| - Frankrijk - Spanje - Verenigde Staten | - Duitsland - Japan - Canada | - Brazilië - Australië - Colombia | - Nieuw-Zeeland - Nigeria - Zambia |

## Groepsfase

### Groep A
| Pos | Team          | Wed | W | G | V | Ptn | DV | DT | +/− | Kwalificatie               |
| --- | ------------- | --- | - | - | - | --- | -- | -- | --- | -------------------------- |
| 1   | Frankrijk (G) | 3   | 2 | 0 | 1 | 6   | 6  | 5  | +1  | Door naar de knock-outfase |
| 2   | Canada        | 3   | 3 | 0 | 0 | 3   | 5  | 2  | +3  | Door naar de knock-outfase |
| 3   | Colombia      | 3   | 1 | 0 | 2 | 3   | 4  | 4  | 0   | Door naar de knock-outfase |
| 4   | Nieuw-Zeeland | 3   | 0 | 0 | 3 | 0   | 2  | 6  | −4  |                            |

1. ↑  Op 27 juli 2024 kreeg Canada zes punten in mindering vanwege spionage met drones bij andere teams door de technische staf.[1][2] Het besluit werd op 31 juli door het CAS bekrachtigd.[3]

|                            |                         |         |               |                                                                                          |
| 25 juli 2024 17:00 (UTC+2) | Canada                  | 2 – 1   | Nieuw-Zeeland | Stade Geoffroy-Guichard, Saint-Étienne Toeschouwers: 2.674 Scheidsrechter: Tess Olofsson |
| 25 juli 2024 17:00 (UTC+2) | Lacasse 45+4' Viens 79' | Verslag | 13' Barry     | Stade Geoffroy-Guichard, Saint-Étienne Toeschouwers: 2.674 Scheidsrechter: Tess Olofsson |

|                            |                         |         |                                      |                                                                                 |
| 25 juli 2024 21:00 (UTC+2) | Frankrijk               | 3 – 2   | Colombia                             | Stade de Lyon, Décines-Charpieu Toeschouwers: 29.208 Scheidsrechter: Tori Penso |
| 25 juli 2024 21:00 (UTC+2) | Katoto 6', 42' Dali 18' | Verslag | 54' (pen.) Usme 64' Paví 86' Ramírez | Stade de Lyon, Décines-Charpieu Toeschouwers: 29.208 Scheidsrechter: Tori Penso |

|                            |               |         |                         |                                                                                  |
| 28 juli 2024 17:00 (UTC+2) | Nieuw-Zeeland | 0 – 2   | Colombia                | Stade de Lyon, Décines-Charpieu Toeschouwers: 5.212 Scheidsrechter: Kim Yu-jeong |
| 28 juli 2024 17:00 (UTC+2) |               | Verslag | 27' Restrepo 72' Santos | Stade de Lyon, Décines-Charpieu Toeschouwers: 5.212 Scheidsrechter: Kim Yu-jeong |

|                            |            |         |                           |                                                                                              |
| 28 juli 2024 21:00 (UTC+2) | Frankrijk  | 1 – 2   | Canada                    | Stade Geoffroy-Guichard, Saint-Étienne Toeschouwers: 17.550 Scheidsrechter: Bouchra Karboubi |
| 28 juli 2024 21:00 (UTC+2) | Katoto 42' | Verslag | 58' Fleming 90+12' Gilles | Stade Geoffroy-Guichard, Saint-Étienne Toeschouwers: 17.550 Scheidsrechter: Bouchra Karboubi |

|                            |               |         |                 |                                                                                          |
| 31 juli 2024 21:00 (UTC+2) | Nieuw-Zeeland | 1 – 2   | Frankrijk       | Stade de Lyon, Décines-Charpieu Toeschouwers: 21.946 Scheidsrechter: Edina Alves Batista |
| 31 juli 2024 21:00 (UTC+2) | Taylor 43'    | Verslag | 22', 49' Katoto | Stade de Lyon, Décines-Charpieu Toeschouwers: 21.946 Scheidsrechter: Edina Alves Batista |

|                            |          |         |            |                                                                       |
| 31 juli 2024 21:00 (UTC+2) | Colombia | 0 – 1   | Canada     | Stade de Nice, Nice Toeschouwers: 5.388 Scheidsrechter: Rebecca Welch |
| 31 juli 2024 21:00 (UTC+2) |          | Verslag | 61' Gilles | Stade de Nice, Nice Toeschouwers: 5.388 Scheidsrechter: Rebecca Welch |

### Groep B
| Pos | Team             | Wed | W | G | V | Ptn | DV | DT | +/− | Kwalificatie               |
| --- | ---------------- | --- | - | - | - | --- | -- | -- | --- | -------------------------- |
| 1   | Verenigde Staten | 3   | 3 | 0 | 0 | 9   | 9  | 2  | +7  | Door naar de knock-outfase |
| 2   | Duitsland        | 3   | 2 | 0 | 1 | 6   | 8  | 5  | +3  | Door naar de knock-outfase |
| 3   | Australië        | 3   | 1 | 0 | 2 | 3   | 7  | 10 | −3  | Naar stand nummers drie    |
| 4   | Zambia           | 3   | 0 | 0 | 3 | 0   | 6  | 13 | −7  |                            |

|                            |                                     |         |           |                                                                                |
| 25 juli 2024 19:00 (UTC+2) | Duitsland                           | 3 – 0   | Australië | Stade de Marseille, Marseille Toeschouwers: 9.731 Scheidsrechter: Katia García |
| 25 juli 2024 19:00 (UTC+2) | Hegering 24' Schüller 64' Brand 68' | Verslag |           | Stade de Marseille, Marseille Toeschouwers: 9.731 Scheidsrechter: Katia García |

|                            |                             |         |          |                                                                      |
| 25 juli 2024 21:00 (UTC+2) | Verenigde Staten            | 3 – 0   | Zambia   | Stade de Nice, Nice Toeschouwers: 5.550 Scheidsrechter: Ramon Abatti |
| 25 juli 2024 21:00 (UTC+2) | Rodman 17' Swanson 24', 25' | Verslag | 34' Zulu | Stade de Nice, Nice Toeschouwers: 5.550 Scheidsrechter: Ramon Abatti |

|                            |                                                                         |         |                                             |                                                                         |
| 28 juli 2024 19:00 (UTC+2) | Australië                                                               | 6 – 5   | Zambia                                      | Stade de Nice, Nice Toeschouwers: 4.441 Scheidsrechter: Emikar Calderas |
| 28 juli 2024 19:00 (UTC+2) | Kennedy 7' Raso 35' Musole 58' (e.d.) Catley 65', 78' (pen.) Heyman 90' | Verslag | 1', 33', 45+2' B. Banda 21', 56' Kundananji | Stade de Nice, Nice Toeschouwers: 4.441 Scheidsrechter: Emikar Calderas |

|                            |                                         |         |           |                                                                                |
| 28 juli 2024 21:00 (UTC+2) | Verenigde Staten                        | 4 – 1   | Duitsland | Stade de Marseille, Marseille Toeschouwers: 12.845 Scheidsrechter: Yael Falcón |
| 28 juli 2024 21:00 (UTC+2) | Smith 11', 44' Swanson 26' Williams 89' | Verslag | 22' Gwinn | Stade de Marseille, Marseille Toeschouwers: 12.845 Scheidsrechter: Yael Falcón |

|                            |               |         |                       |                                                                                      |
| 31 juli 2024 19:00 (UTC+2) | Australië     | 1 – 2   | Verenigde Staten      | Stade de Marseille, Marseille Toeschouwers: 13.036 Scheidsrechter: François Letexier |
| 31 juli 2024 19:00 (UTC+2) | Kennedy 90+2' | Verslag | 43' Rodman 77' Albert | Stade de Marseille, Marseille Toeschouwers: 13.036 Scheidsrechter: François Letexier |

|                            |              |         |                                       |                                                                                              |
| 31 juli 2024 19:00 (UTC+2) | Zambia       | 1 – 4   | Duitsland                             | Stade Geoffroy-Guichard, Saint-Étienne Toeschouwers: 2.642 Scheidsrechter: Yoshimi Yamashita |
| 31 juli 2024 19:00 (UTC+2) | B. Banda 49' | Verslag | 10', 61' Schüller 47' Bühl 90+5' Senß | Stade Geoffroy-Guichard, Saint-Étienne Toeschouwers: 2.642 Scheidsrechter: Yoshimi Yamashita |

### Groep C
| Pos | Team     | Wed | W | G | V | Ptn | DV | DT | +/− | Kwalificatie               |
| --- | -------- | --- | - | - | - | --- | -- | -- | --- | -------------------------- |
| 1   | Spanje   | 3   | 3 | 0 | 0 | 9   | 5  | 1  | +4  | Door naar de knock-outfase |
| 2   | Japan    | 3   | 2 | 0 | 1 | 6   | 6  | 4  | +2  | Door naar de knock-outfase |
| 3   | Brazilië | 3   | 1 | 0 | 2 | 3   | 2  | 4  | −2  | Door naar de knock-outfase |
| 4   | Nigeria  | 3   | 0 | 0 | 3 | 0   | 1  | 5  | −4  |                            |

|                            |                           |         |            |                                                                                     |
| 25 juli 2024 17:00 (UTC+2) | Spanje                    | 2 – 1   | Japan      | Stade de la Beaujoire, Nantes Toeschouwers: 10.377 Scheidsrechter: Bouchra Karboubi |
| 25 juli 2024 17:00 (UTC+2) | Bonmatí 22' Caldentey 74' | Verslag | 13' Fujino | Stade de la Beaujoire, Nantes Toeschouwers: 10.377 Scheidsrechter: Bouchra Karboubi |

|                            |         |         |                |                                                                              |
| 25 juli 2024 19:00 (UTC+2) | Nigeria | 0 – 1   | Brazilië       | Stade de Bordeaux, Bordeaux Toeschouwers: 6.244 Scheidsrechter: Kim Yu-jeong |
| 25 juli 2024 19:00 (UTC+2) |         | Verslag | 37' Gabi Nunes | Stade de Bordeaux, Bordeaux Toeschouwers: 6.244 Scheidsrechter: Kim Yu-jeong |

|                            |               |         |                                     |                                                                             |
| 28 juli 2024 17:00 (UTC+2) | Brazilië      | 1 – 2   | Japan                               | Parc des Princes, Parijs Toeschouwers: 40.918 Scheidsrechter: Rebecca Welch |
| 28 juli 2024 17:00 (UTC+2) | Jheniffer 56' | Verslag | 90+2' (pen.) Kumagai 90+6' Tanikawa | Parc des Princes, Parijs Toeschouwers: 40.918 Scheidsrechter: Rebecca Welch |

|                            |              |         |         |                                                                               |
| 28 juli 2024 19:00 (UTC+2) | Spanje       | 1 – 0   | Nigeria | Stade de la Beaujoire, Nantes Toeschouwers: 11.079 Scheidsrechter: Tori Penso |
| 28 juli 2024 19:00 (UTC+2) | Putellas 85' | Verslag |         | Stade de la Beaujoire, Nantes Toeschouwers: 11.079 Scheidsrechter: Tori Penso |

|                            |             |         |                                  |                                                                              |
| 31 juli 2024 17:00 (UTC+2) | Brazilië    | 0 – 2   | Spanje                           | Stade de Bordeaux, Bordeaux Toeschouwers: 14.497 Scheidsrechter: Espen Eskås |
| 31 juli 2024 17:00 (UTC+2) | Marta 45+6' | Verslag | 68' Del Castillo 90+17' Putellas | Stade de Bordeaux, Bordeaux Toeschouwers: 14.497 Scheidsrechter: Espen Eskås |

|                            |                                      |         |              |                                                                                   |
| 31 juli 2024 17:00 (UTC+2) | Japan                                | 3 – 1   | Nigeria      | Stade de la Beaujoire, Nantes Toeschouwers: 6.480 Scheidsrechter: Emikar Calderas |
| 31 juli 2024 17:00 (UTC+2) | Hamano 22' Tanaka 32' Kitagawa 45+5' | Verslag | 42' Echegini | Stade de la Beaujoire, Nantes Toeschouwers: 6.480 Scheidsrechter: Emikar Calderas |

### Stand nummers drie
| Pos | Grp | Team      | Wed | W | G | V | Ptn | DV | DT | +/− | Kwalificatie               |
| --- | --- | --------- | --- | - | - | - | --- | -- | -- | --- | -------------------------- |
| 1   | A   | Colombia  | 3   | 1 | 0 | 2 | 3   | 4  | 4  | 0   | Door naar de knock-outfase |
| 2   | C   | Brazilië  | 3   | 1 | 0 | 2 | 3   | 2  | 4  | −2  | Door naar de knock-outfase |
| 3   | B   | Australië | 3   | 1 | 0 | 2 | 3   | 7  | 10 | −3  |                            |

## Knock-outfase
|  | kwartfinales                  | kwartfinales                  |                           |       | halve finales                 | halve finales                 |   |  | finale | finale |
|  |                               |                               |                           |       |                               |                               |   |  |        |        |
|  | 3 augustus – Nantes           |                               |                           |       |                               |                               |   |  |        |        |
|  |                               |                               |                           |       |                               |                               |   |  |        |        |
|  | Frankrijk                     | 0                             |                           |       |                               |                               |   |  |        |        |
|  | Frankrijk                     | 0                             | 6 augustus – Marseille    |       |                               |                               |   |  |        |        |
|  | Brazilië                      | 1                             |                           |       |                               |                               |   |  |        |        |
|  | Brazilië                      | 1                             | Brazilië                  | 4     |                               |                               |   |  |        |        |
|  | 3 augustus – Décines-Charpieu |                               | Brazilië                  | 4     |                               |                               |   |  |        |        |
|  |                               | Spanje                        | 2                         |       |                               |                               |   |  |        |        |
|  | Spanje (w.n.s.)               | Spanje                        | 2                         | 2 (4) |                               |                               |   |  |        |        |
|  | Spanje (w.n.s.)               |                               | 10 augustus – Parijs      | 2 (4) |                               |                               |   |  |        |        |
|  | Colombia                      | 2 (2)                         |                           |       |                               |                               |   |  |        |        |
|  | Colombia                      | 2 (2)                         | Brazilië                  | 0     |                               |                               |   |  |        |        |
|  | 3 augustus – Parijs           |                               | Brazilië                  | 0     |                               |                               |   |  |        |        |
|  |                               | Verenigde Staten              | 1                         |       |                               |                               |   |  |        |        |
|  | Verenigde Staten (w.n.v.)     | Verenigde Staten              | 1                         | 1     |                               |                               |   |  |        |        |
|  | Verenigde Staten (w.n.v.)     | 6 augustus – Décines-Charpieu |                           | 1     |                               |                               |   |  |        |        |
|  | Japan                         | 0                             |                           |       |                               |                               |   |  |        |        |
|  | Japan                         | 0                             | Verenigde Staten (w.n.v.) | 1     | bronzen medaille              | bronzen medaille              |   |  |        |        |
|  | 3 augustus – Marseille        |                               | Verenigde Staten (w.n.v.) | 1     | bronzen medaille              | bronzen medaille              |   |  |        |        |
|  |                               | Duitsland                     | 0                         |       | 9 augustus – Décines-Charpieu | 9 augustus – Décines-Charpieu |   |  |        |        |
|  | Canada                        | Duitsland                     | 0                         | 0 (2) | 9 augustus – Décines-Charpieu | 9 augustus – Décines-Charpieu |   |  |        |        |
|  | Canada                        |                               |                           |       |                               | Spanje                        | 0 |  |        |        |
|  | Duitsland (w.n.s.)            | 0 (4)                         |                           |       |                               | Spanje                        | 0 |  |        |        |
|  | Duitsland (w.n.s.)            | 0 (4)                         | Duitsland                 | 1     |                               |                               |   |  |        |        |
|  |                               |                               | Duitsland                 | 1     |                               |                               |   |  |        |        |

### Kwartfinales
|                               |                  |              |       |                                                                             |
| 3 augustus 2024 15:00 (UTC+2) | Verenigde Staten | 1 – 0 (n.v.) | Japan | Parc des Princes, Parijs Toeschouwers: 43.004 Scheidsrechter: Tess Olofsson |
| 3 augustus 2024 15:00 (UTC+2) | Rodman 105+2'    | Verslag      |       | Parc des Princes, Parijs Toeschouwers: 43.004 Scheidsrechter: Tess Olofsson |

|                               |                                      |              |                               |                                                                                   |
| 3 augustus 2024 17:00 (UTC+2) | Spanje                               | 2 – 2 (n.v.) | Colombia                      | Stade de Lyon, Décines-Charpieu Toeschouwers: 10.355 Scheidsrechter: Katia García |
| 3 augustus 2024 17:00 (UTC+2) | Hermoso 79' Paredes 90+7'            | Verslag      | 12' Ramírez 52' Santos        | Stade de Lyon, Décines-Charpieu Toeschouwers: 10.355 Scheidsrechter: Katia García |
| 3 augustus 2024 17:00 (UTC+2) | Strafschoppen                        |              |                               | Stade de Lyon, Décines-Charpieu Toeschouwers: 10.355 Scheidsrechter: Katia García |
| 3 augustus 2024 17:00 (UTC+2) | Caldentey Navarro Paralluelo Bonmatí | 4 – 2        | Usme Vanegas Salazar Carabalí | Stade de Lyon, Décines-Charpieu Toeschouwers: 10.355 Scheidsrechter: Katia García |

|                               |                            |              |                                  |                                                                                        |
| 3 augustus 2024 19:00 (UTC+2) | Canada                     | 0 – 0 (n.v.) | Duitsland                        | Stade de Marseille, Marseille Toeschouwers: 12.517 Scheidsrechter: Edina Alves Batista |
| 3 augustus 2024 19:00 (UTC+2) | Verslag                    |              |                                  | Stade de Marseille, Marseille Toeschouwers: 12.517 Scheidsrechter: Edina Alves Batista |
| 3 augustus 2024 19:00 (UTC+2) | Strafschoppen              |              |                                  | Stade de Marseille, Marseille Toeschouwers: 12.517 Scheidsrechter: Edina Alves Batista |
| 3 augustus 2024 19:00 (UTC+2) | Quinn Lawrence Leon Beckie | 2 – 4        | Gwinn Minge Lohmann Rauch Berger | Stade de Marseille, Marseille Toeschouwers: 12.517 Scheidsrechter: Edina Alves Batista |

|                               |           |         |                   |                                                                               |
| 3 augustus 2024 21:00 (UTC+2) | Frankrijk | 0 – 1   | Brazilië          | Stade de la Beaujoire, Nantes Toeschouwers: 32.280 Scheidsrechter: Tori Penso |
| 3 augustus 2024 21:00 (UTC+2) |           | Verslag | 82' Gabi Portilho | Stade de la Beaujoire, Nantes Toeschouwers: 32.280 Scheidsrechter: Tori Penso |

### Halve finales
|                               |                  |              |           |                                                                                       |
| 6 augustus 2024 18:00 (UTC+2) | Verenigde Staten | 1 – 0 (n.v.) | Duitsland | Stade de Lyon, Décines-Charpieu Toeschouwers: 11.716 Scheidsrechter: Bouchra Karboubi |
| 6 augustus 2024 18:00 (UTC+2) | Smith 95'        | Verslag      |           | Stade de Lyon, Décines-Charpieu Toeschouwers: 11.716 Scheidsrechter: Bouchra Karboubi |

|                               |                                                                 |         |                                           |                                                                                  |
| 6 augustus 2024 21:00 (UTC+2) | Brazilië                                                        | 4 – 2   | Spanje                                    | Stade de Marseille, Marseille Toeschouwers: 14.201 Scheidsrechter: Rebecca Welch |
| 6 augustus 2024 21:00 (UTC+2) | Paredes 6' (e.d.) Gabi Portilho 45+4' Adriana 71' Kerolin 90+1' | Verslag | 85' (e.d.) Duda Sampaio 90+12' Paralluelo | Stade de Marseille, Marseille Toeschouwers: 14.201 Scheidsrechter: Rebecca Welch |

### Wedstrijd om de bronzen medaille
|                               |        |         |                  |                                                                                   |
| 9 augustus 2024 15:00 (UTC+2) | Spanje | 0 – 1   | Duitsland        | Stade de Lyon, Décines-Charpieu Toeschouwers: 10.995 Scheidsrechter: Katia García |
| 9 augustus 2024 15:00 (UTC+2) |        | Verslag | 65' (pen.) Gwinn | Stade de Lyon, Décines-Charpieu Toeschouwers: 10.995 Scheidsrechter: Katia García |

### Wedstrijd om de gouden medaille
|                                |          |         |                  |                                                                             |
| 10 augustus 2024 17:00 (UTC+2) | Brazilië | 0 – 1   | Verenigde Staten | Parc des Princes, Parijs Toeschouwers: 43.813 Scheidsrechter: Tess Olofsson |
| 10 augustus 2024 17:00 (UTC+2) |          | Verslag | 57' Swanson      | Parc des Princes, Parijs Toeschouwers: 43.813 Scheidsrechter: Tess Olofsson |

## Doelpuntenmakers
5 doelpunten
- Marie-Antoinette Katoto

4 doelpunten
- Mallory Swanson
- Barbra Banda

3 doelpunten
- Lea Schüller
- Trinity Rodman
- Sophia Smith

2 doelpunten
- Steph Catley
- Alanna Kennedy
- Gabi Portilho
- Vanessa Gilles
- Leicy Santos
- Giulia Gwinn
- Alèxia Putellas
- Racheal Kundananji

1 doelpunt
- Michelle Heyman
- Hayley Raso
- Adriana
- Gabi Nunes
- Jheniffer
- Kerolin
- Jessie Fleming
- Cloé Lacasse
- Evelyne Viens
- Manuela Paví
- Mayra Ramírez
- Marcela Restrepo
- Catalina Usme
- Jule Brand
- Klara Bühl
- Marina Hegering
- Elisa Senß
- Kenza Dali
- Aoba Fujino
- Maika Hamano
- Hikaru Kitagawa
- Saki Kumagai
- Mina Tanaka
- Momoko Tanikawa
- Mackenzie Barry
- Kate Taylor
- Jennifer Echegini
- Aitana Bonmatí
- Mariona Caldentey
- Athenea del Castillo
- Jennifer Hermoso
- Salma Paralluelo
- Irene Paredes
- Korbin Albert
- Lynn Williams

1 eigen doelpunt
- Duda Sampaio (tegen Spanje)
- Irene Paredes (tegen Brazilië)
- Ngambo Musole (tegen Australië)

Mannentoernooi · Kwalificatie: Afrika (CAF) · Azië (AFC) · Europa (UEFA) · Noord- en Midden-Amerika (CONCACAF) · Oceanië (OFC) · Zuid-Amerika (CONMEBOL)

Vrouwentoernooi · Kwalificatie: Afrika (CAF) · Azië (AFC) · Europa (UEFA) · Noord- en Midden-Amerika (CONCACAF) · Oceanië (OFC) · Zuid-Amerika (CONMEBOL)
Atletiek · Badminton · Basketbal · Boksen · Boogschieten · Breaking · Gewichtheffen · Golf · Gymnastiek · Handbal · Hockey · Judo · Kanovaren · Klimsport · Moderne vijfkamp · Paardensport · Roeien · Rugby · Schermen · Schietsport · Schoonspringen · Skateboarden  · Surfen · Synchroonzwemmen · Taekwondo · Tafeltennis · Tennis · Triatlon · Voetbal · Volleybal · Waterpolo · Wielersport · Worstelen · Zeilen · Zwemmen